# Sidney Gutierrez
Sidney Gutierrez (Albuquerque, 27 giugno 1951) è un ex astronauta statunitense.
Ha partecipato a due missioni spaziali Shuttle, STS-40 e STS-59, una come pilota e una come comandante.